# NK Sloga 1958 Samatovci
NK Sloga 1958 je nogometni klub iz Samatovaca, naselja u sastavu općine Bizovac, a nedaleko Valpova u Osječko-baranjskoj županiji.
NK Sloga 1958 je član Nogometnog središta Valpovo, te Županijskog nogometnog saveza Osječko-baranjske županije. Natječe se u 2. ŽNL Osječko-baranjskoj NS Valpovo.

## Povijest
Od 1958. do 2017. godine u Samatovcima je djelovao NK Sloga Samatovci. Zbog financijskih problema u koje upada tijekom sezone 2016./17., dolazi do napuštanja natjecanja. Iste godine (2017.) osniva se novi klub, NK Sloga 1958, koji zadržava ime uz dodatak godine osnutka prethodnog kluba (1958.). Klub se natječe u 3. ŽNL Osječko-baranjske županije NS Valpovo. Svoju prvu sezonu završava na 4. mjestu.

### Plasmani kluba
| Sezona    | Liga                                                 | Rang | Plasman   |
| --------- | ---------------------------------------------------- | ---- | --------- |
| 2017./18. | 3. ŽNL Osječko-baranjska NS Valpovo                  | 7.   | 4. mjesto |
| 2018./19. | 3. ŽNL Osječko-baranjska NS Valpovo                  | 7.   | 2. mjesto |
| 2019./20. | 3. ŽNL Osječko-baranjska NS Valpovo                  | 7.   | 2. mjesto |
| 2020./21. | 3. ŽNL Osječko-baranjska NS Valpovo                  | 7.   | 1. mjesto |
| 2021./22. | 2. ŽNL Osječko-baranjska NS Valpovo – Donji Miholjac | 6.   | /         |

## Vanjske poveznice
- Facebook stranica kluba
- Službena stranica Općine Bizovac